# Opal (groupe)
Pour les articles homonymes, voir Opal.
Opal est un groupe américain de rock alternatif, originaire de Los Angeles.

## Histoire
Le groupe se forme au milieu des années 1980 sous le nom de Clay Allison, avec le guitariste David Roback (ancien membre de Rain Parade), la bassiste Kendra Smith (de Dream Syndicate) et le batteur Keith Mitchell, tous des membres du Paisley Underground. Après un single, ils sortent les morceaux restants de Clay Allison sous le nouveau nom du groupe, inspiré d'une chanson de Syd Barrett, Opal, sur l'EP Fell from the Sun en 1984. Un autre EP, Northern Line, suit en 1985. Ces EP furent ensuite compilés et publiés sous le nom Early Recordings.
Happy Nightmare Baby, le premier album complet d'Opal, sort en 1987. Smith quitte le groupe pendant la tournée qui suit avec les Jesus and Mary Chain. Roback continue avec la chanteuse Hope Sandoval, donnant les concerts de la tournée européenne sous le nom d'Opal et planifiant un album intitulé Ghost Highway, mais en 1989, ce groupe devient Mazzy Star et Ghost Highway est vraisemblablement sorti sous le nom de She Hangs Brightly. De son côté, Kendra Smith sort un certain nombre de singles solo, d'EPs et un album avant de se retirer dans les bois du nord de la Californie.
Le groupe britannique Pale Saints inclut une reprise de la chanson d'Opal Fell from the Sun sur son premier album en 1990, The Comforts of Madness. La réédition 2020 de cet album comprend une version plus brute et antérieure de Fell from the Sun ainsi que la pochette originale.
La chanson She's a Diamond est incluse dans le film Boys Don't Cry mais n'est pas incluse dans le disque de la bande originale du film.
David Roback meurt le 25 février 2020.

## Discographie
Single
- Fell from the Sun"/"All Souls (sous le nom de Clay Allison)

EPs
- Fell from the Sun (1984, Rough Trade)
- Northern Line (1985, One Big Guitar)

Album
- Happy Nightmare Baby (1987, SST (US), Rough Trade (UK))